# Howard Carter
Howard Carter, angleški egiptolog in arheolog, * 9. maj 1874, Brompton, Kensington, London, Anglija, † 2. marec 1939, Kensington. 

## Življenjepis
Carter je preživel velik del svojega otroštva pri sorodnikih v Suffhamu v Norfolku, v rojstnem kraju obeh njegovih staršev. Prejel je le omejeno formalno izobrazbo in pokazal talent kot umetnik. V bližnjem dvorcu družine Amherst, Didlington Hallu, je bila shranjena velika zbirka egiptovskih starin, kar je sprožilo Carterjevo zanimanje za to temo. Lady Amherst je bila navdušena nad njegovimi umetniškimi sposobnostmi in leta 1891 je spodbudila Egiptovski sklad za raziskovanje (EEF), naj Carter pomaga družinskemu prijatelju, Percyju Newberryju pri izkopavanju in snemanju grobnic srednjega kraljestva v Beni Hasanu. 
Čeprav je imel le 17 let, je bil Carter inovativen pri izboljševanju načinov kopiranja okraskov grobnic. Leta 1892 je eno leto delal pod taktirko Flindersa Petrieja v Amarni, Ehnatonovi prestolnici. Med letoma 1894 in 1899 je sodeloval z Édouardom Navilleom v Deir el-Bahariju , kjer je posnel stenske reliefe v templju Hačepsut.
Carter je svoje egiptološko udejstvovanje začel kot prepisovalec in prerisovalec starih stenskih napisov. Kasneje je v službi lorda Carnarvona po dolgem in napornem iskanju leta 1922 odkril grobnico faraona Tutankamona, sprva Tutankatona (imenovanega po bogu Atonu, ki so ga ukinili po Nefretetini smrti). Ta najdba je bila zelo pomembna, saj je bila Tutankamonovova grobnica ena izmed redkih, ki ni bila izropana. Čudež je bil, da je bila ta grobnica še vedno polna vseh zakladov, ki so 3000 let stali v sobi in čakali na faraonovo posmrtno življenje.
Umrl je od limfoma v Kensingtonu v starosti 64 let. Arheologova naravna smrt tako dolgo po odkritju grobnice izpodbija mit o »faraonovem prekletstvu«, ki je v letih po odkritju vzbujal domišljijo mnogih.